# ریاست‌جمهوری جو بایدن
ریاست‌جمهوری جو بایدن (به انگلیسی: Presidency of Joe Biden) با تحلیف او در ۲۰ ژانویه ۲۰۲۱ به صورت رسمی آغاز شد. بایدن چهل و ششمین رئیس‌جمهور آمریکا بود.

## سیاست خارجی

### ایران و روسیه
دولت بایدن نسبت به ارتباط برقرار کردن دوباره با ایران در رابطه با برنامه جامع اقدام مشترک ابراز علاقه کرده‌است. سلف بایدن، رئیس‌جمهور ترامپ، در سال ۲۰۱۸ از این توافق خارج شد، که با واکنش شدید سریع جامعه جهانی مواجه شد. وزیر امور خارجه آنتونی بلینکن اظهار داشت ایالات متحده نسبت به ورود مجدد به توافقنامه مادامی که ایران «پایبندی اکید» نشان دهد علاقه‌مند خواهد بود.
در ۲۵ فوریه ۲۰۲۱، رئیس‌جمهور بایدن دستور حملات هوایی تلافی جویانه به ساختمان‌هایی در سوریه که وزارت دفاع گفت میلیشیای مورد پشتیبانی ایران از آن‌ها برای انجام حملات موشکی به اهداف آمریکایی در عراق استفاده می‌کردند را داد. این عملیات نخستین استفاده از نیروی نظامی توسط دولت بایدن بود.این حملات محکومیت بسیاری از اعضای دمکرات کنگره را به دنبال داشت. سناتور تیم کین از ویرجینیا «توجیه قانونی دولت برای اقدام بدون آمدن به کنگره» را زیر سؤال برد. نماینده رو کانا گفت، «دولت باید از کنگره درخواست اجازه می‌کرد.»

### افغانستان
بایدن رسماً خروج سربازان آمریکایی از افغانستان تا ۱۱ سپتامبر ۲۰۲۱ را که پایانی بر طولانی‌ترین جنگ آمریکا است اعلام کرد. بنا به گفته جولین زلیزر استاد دانشگاه پرینستون بایدن به وضوح از زمان حضور خود در ریاست جمهوری اوباما بسیار آموخته‌است و نشان داد که «او یک سیاستمدار است» که برخلاف نظر برخی مرددان در رقابت‌های مقدماتی که فکر می‌کردند او نمی‌فهمد سیاست عوض شده قابلیت یادگیری و تکامل دارد. بنا بر گرفته استیون لیوینگستن روزنامه‌نگار واشینگتن پست، «اوباما به رهبران نظامی که به مشورت می‌دادند خروج نیروها اشتباه خواهد بود گوش داد. بایدن، در عوض، مقام ارشد دولت بود که برای نقش محدودتر نیروهای آمریکایی در افغانستان استدلال می‌کرد. بعدتر، بایدن گفت او می‌توانست از زبان بدن اوباما بفهمد که با ارزیابی او موافق بوده - گرچه نهایتاً آن را رد کرد.»